# 马尔谢格
马尔谢格是奥地利下奥地利州根瑟恩多夫县的一个市镇。总面积45.58平方公里，总人口2947人，人口密度64.7人/平方公里（2012年）。